# Julien Dillens
Julien Dillens (Amberes, 8 de junio de 1849-Saint-Gilles, 24 de diciembre de 1904) escultor belga laureado con el Premio de Roma en 1887 por Chef gaulois fait prisonnier des Romains autor, entre otros del monumento a Everard t'Serclaes y de La Porteuse d'eau.

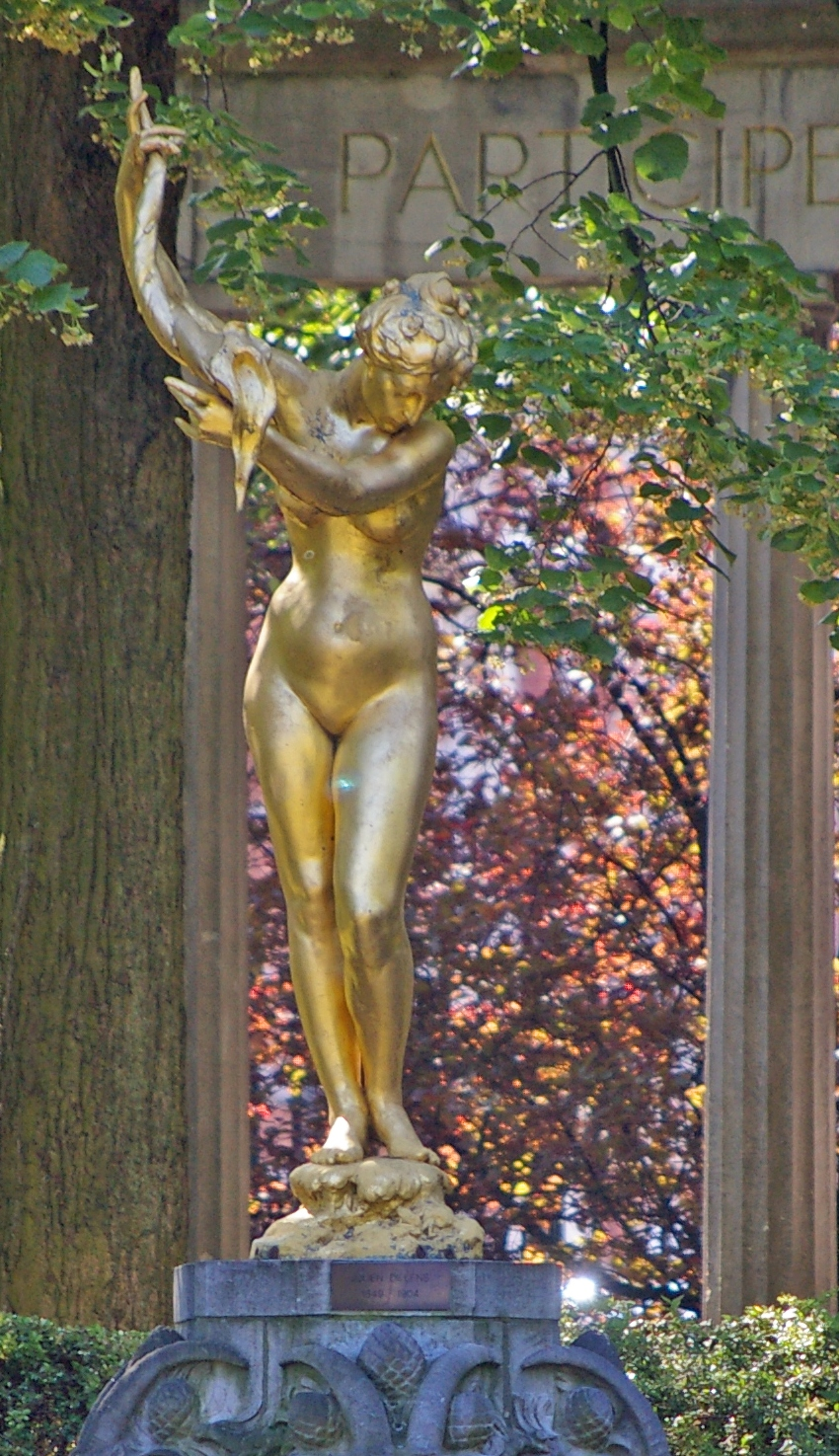
La Source, 1901, Saint-Josse-ten-Noode, Square Armand Steurs

## Biografía
Su tío Adolphe-Alexandre Dillens y su padre pintor hicieron que se interesara por el arte y estudió con Eugène Simonis en la Académie royale des beaux-arts de Bruxelles y fue masón. 

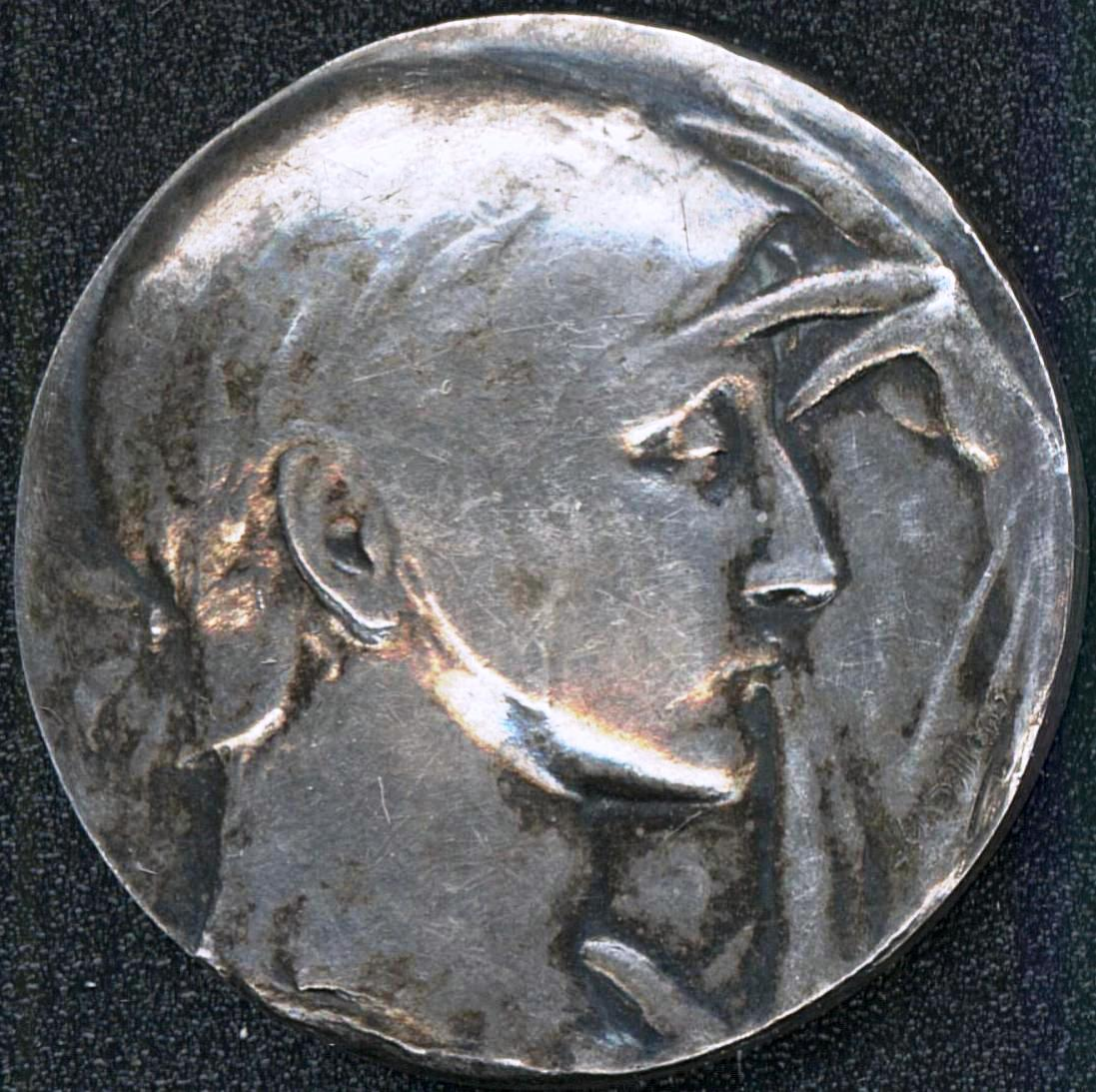
Médaille commémorative du centenaire des Chapitres des Vrais Amis de l'Union et du Progrès Réunis et des Amis Philantropes par Julien Dillens (1900)

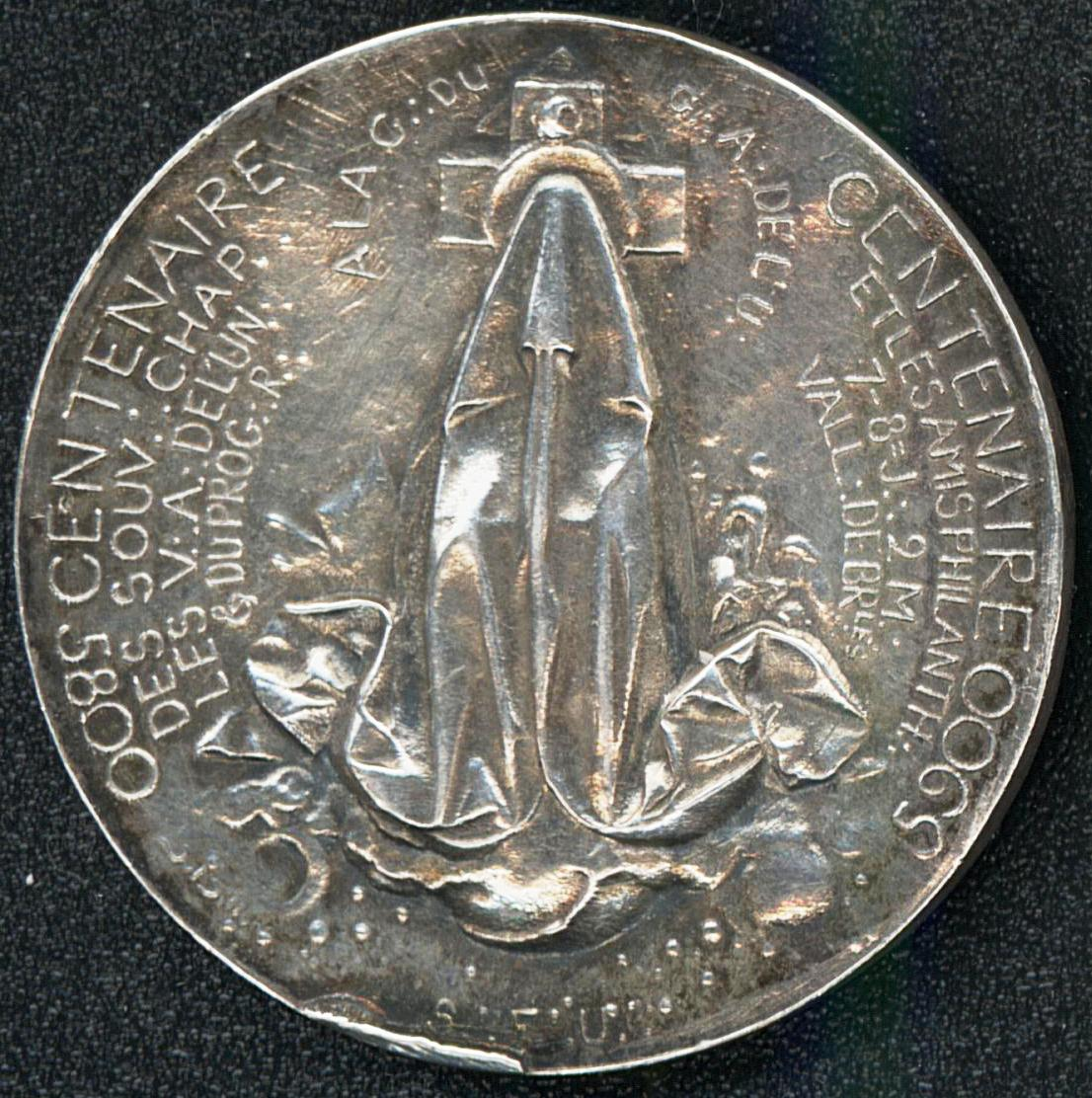
Médaille commémorative du centenaire des Chapitres des Vrais Amis de l'Union et du Progrès Réunis et des Amis Philantropes par Julien Dillens (1900)

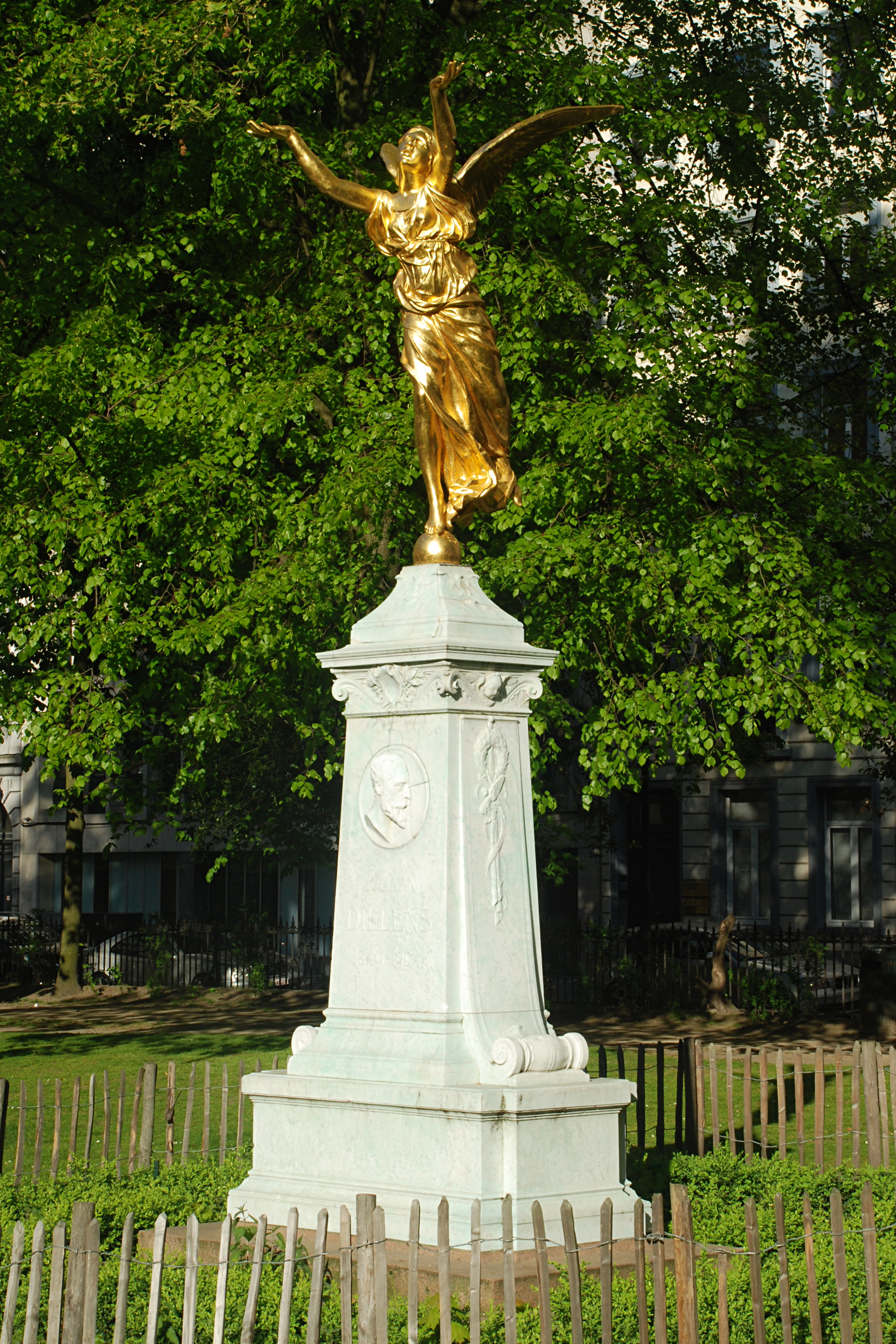
Jules Lagae, Monument à Julien Dillens, 1911 (?), Square de Meeus(Bruxelles)